# Lysimachia sciadophylla
Lysimachia sciadophylla är en viveväxtart som beskrevs av Feng Hwai Chen och C.M. Hu. Lysimachia sciadophylla ingår i släktet lysingar, och familjen viveväxter. Inga underarter finns listade i Catalogue of Life.